# 加文山麓冰川
63°44′S 59°0′W / 63.733°S 59.000°W
加文山麓冰川是南極洲的冰川，位於葛拉漢地的特里尼蒂半島，長30公里、寬6至11公里，從夏科灣延伸至西拉塞爾冰川，由英國探險隊繪入地圖。